# Roquecourbe
Roquecourbe est une commune française située dans le centre du département du Tarn, en région Occitanie. Sur le plan historique et culturel, la commune est dans le Sidobre, un territoire granitique couvert de forêts, à l'est de Castres.
Exposée à un climat océanique altéré, elle est drainée par l'Agout, le ruisseau de Poumarol et par divers autres petits cours d'eau. Incluse dans le parc naturel régional du Haut-Languedoc, la commune possède un patrimoine naturel remarquable : un site Natura 2000 (Les « vallées du Tarn, de l'Aveyron, du Viaur, de l'Agout et du Gijou ») et deux zones naturelles d'intérêt écologique, faunistique et floristique.
Roquecourbe est une commune rurale qui compte 2 181 habitants en 2022. Elle est dans l'agglomération de Castres mais ne fait pas partie de la communauté de communes Castres-Mazamet. et fait partie de l'aire d'attraction de Castres. Ses habitants sont appelés les Roquecourbains ou  Roquecourbaines.

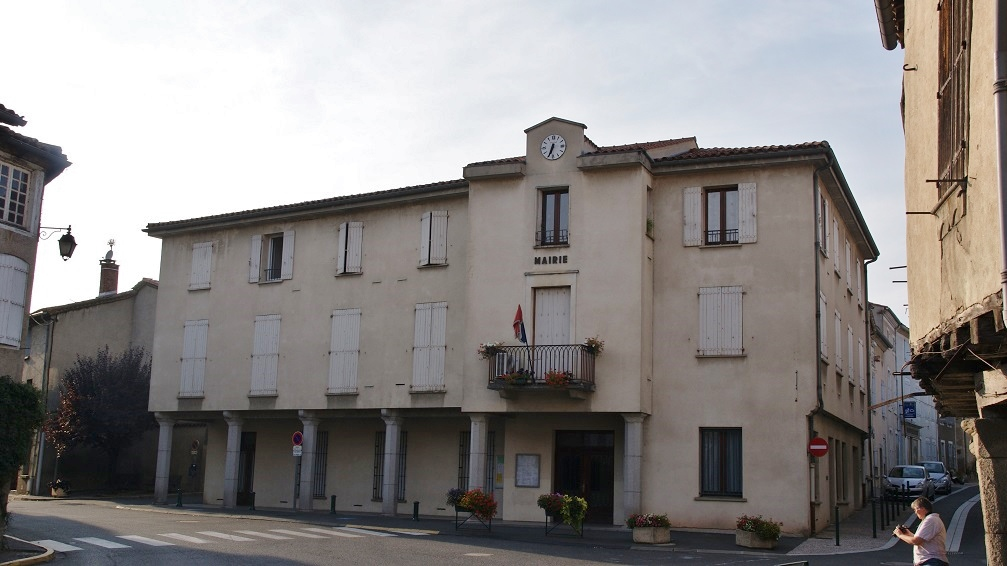
Mairie

## Géographie

### Localisation
Commune de l'aire urbaine de Castres située dans son unité urbaine, à 8,5 kilomètres au nord-est de la ville de Castres sur les bords de l'Agout dans le Sidobre, Roquecourbe est un village faisant partie du parc naturel régional du Haut-Languedoc.

### Communes limitrophes
Roquecourbe est limitrophe de six autres communes.
Les communes limitrophes sont Burlats, Castres, Lacrouzette, Montredon-Labessonnié, Saint-Germier et Saint-Jean-de-Vals.
| Saint-Jean-de-Vals | Montredon-Labessonnié |             |
| Saint-Germier      | Roquecourbe           | Lacrouzette |
| Castres            |                       | Burlats     |

### Hydrographie

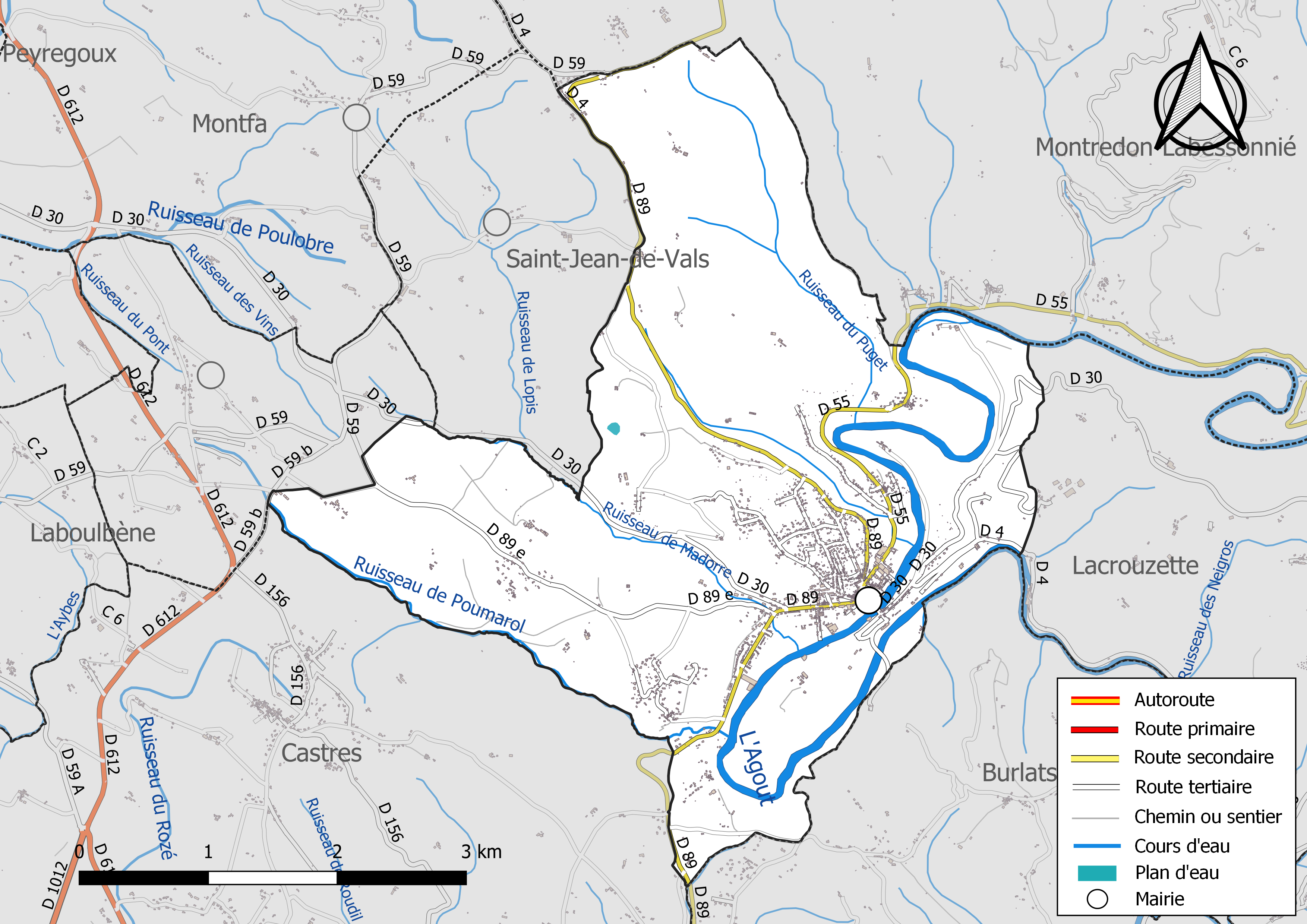
Réseaux hydrographique et routier de Roquecourbe.

La commune est dans le bassin de la Garonne, au sein du bassin hydrographique Adour-Garonne. Elle est drainée par l'Agout, le ruisseau de Poumarol, un bras de l'Agout, le ruisseau de Madorre, le ruisseau du Puget et par divers petits cours d'eau, qui constituent un réseau hydrographique de 24 km de longueur totale,.
L'Agout, d'une longueur totale de 194,4 km, prend sa source dans la commune de Cambon-et-Salvergues et s'écoule d'est en ouest. Il traverse la commune et se jette dans le Tarn à Saint-Sulpice-la-Pointe, après avoir traversé 35 communes.

### Climat
Pour des articles plus généraux, voir Climat de l'Occitanie et Climat du Tarn.
En 2010, le climat de la commune est de type climat du Bassin du Sud-Ouest, selon une étude du Centre national de la recherche scientifique s'appuyant sur une série de données couvrant la période 1971-2000. En 2020, Météo-France publie une typologie des climats de la France métropolitaine dans laquelle la commune est exposée à un climat océanique altéré et est dans la région climatique Aquitaine, Gascogne, caractérisée par une pluviométrie abondante au printemps, modérée en automne, un faible ensoleillement au printemps, un été chaud (19,5 °C), des vents faibles, des brouillards fréquents en automne et en hiver et des orages fréquents en été (15 à 20 jours).
Pour la période 1971-2000, la température annuelle moyenne est de 13,2 °C, avec une amplitude thermique annuelle de 16 °C. Le cumul annuel moyen de précipitations est de 903 mm, avec 10,6 jours de précipitations en janvier et 5,7 jours en juillet. Pour la période 1991-2020, la température moyenne annuelle observée sur la station météorologique de Météo-France la plus proche, « Montredon-Labessonnié », sur la commune de Montredon-Labessonnié à 7 km à vol d'oiseau, est de 12,1 °C et le cumul annuel moyen de précipitations est de 1 133,8 mm. 
La température maximale relevée sur cette station est de 39,6 °C, atteinte le 21 juillet 1989 ; la température minimale est de −15,6 °C, atteinte le 12 janvier 1987,,.
Les paramètres climatiques de la commune ont été estimés pour le milieu du siècle (2041-2070) selon différents scénarios d'émission de gaz à effet de serre à partir des nouvelles projections climatiques de référence DRIAS-2020. Ils sont consultables sur un site dédié publié par Météo-France en novembre 2022.

### Milieux naturels et biodiversité

#### Espaces protégés
La protection réglementaire est le mode d’intervention le plus fort pour préserver des espaces naturels remarquables et leur biodiversité associée,.
La commune fait partie du parc naturel régional du Haut-Languedoc, créé en 1973 et d'une superficie de 307 184 ha, qui s'étend sur 118 communes et deux départements. Implanté de part et d’autre de la ligne de partage des eaux entre Océan Atlantique et mer Méditerranée, ce territoire est un véritable balcon dominant les plaines viticoles du Languedoc et les étendues céréalières du Lauragais,

#### Réseau Natura 2000

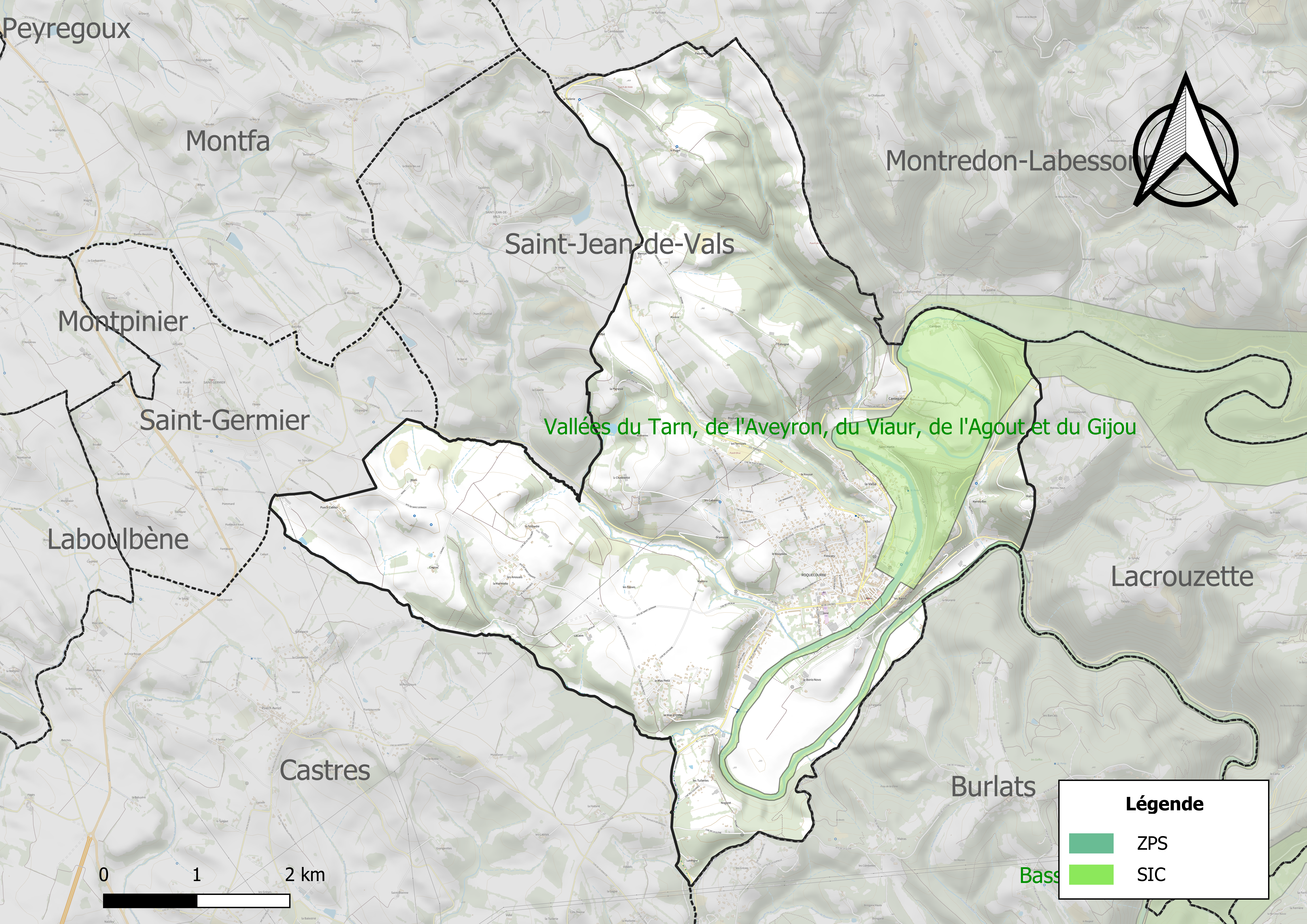
Site Natura 2000 sur le territoire communal.

Le réseau Natura 2000 est un réseau écologique européen de sites naturels d'intérêt écologique élaboré à partir des directives habitats et oiseaux, constitué de zones spéciales de conservation (ZSC) et de zones de protection spéciale (ZPS).
Un site Natura 2000 a été défini sur la commune au titre de la directive habitats : Les « vallées du Tarn, de l'Aveyron, du Viaur, de l'Agout et du Gijou », d'une superficie de 17 144 ha, s'étendant sur 136 communes dont 41 dans l'Aveyron, 8 en Haute-Garonne, 50 dans le Tarn et 37 dans le Tarn-et-Garonne. Elles présentent une très grande diversité d'habitats et d'espèces dans ce vaste réseau de cours d'eau et de gorges. La présence de la Loutre d'Europe et de la moule perlière d'eau douce est également d'un intérêt majeur.

#### Zones naturelles d'intérêt écologique, faunistique et floristique
L’inventaire des zones naturelles d'intérêt écologique, faunistique et floristique (ZNIEFF) a pour objectif de réaliser une couverture des zones les plus intéressantes sur le plan écologique, essentiellement dans la perspective d’améliorer la connaissance du patrimoine naturel national et de fournir aux différents décideurs un outil d’aide à la prise en compte de l’environnement dans l’aménagement du territoire.
Une ZNIEFF de type 1 est recensée sur la commune :
la « vallée de l'Agout entre Burlats et Roquecourbe, vallée du Lignon et plateau du Verdier » (1 448 ha), couvrant 3 communes du département et une ZNIEFF de type 2, : 
la « vallée de l'Agoût de Brassac à Burlats et vallée du Gijou » (15 868 ha), couvrant 17 communes du département.

Carte des ZNIEFF de type 1 et 2 à Roquecourbe.
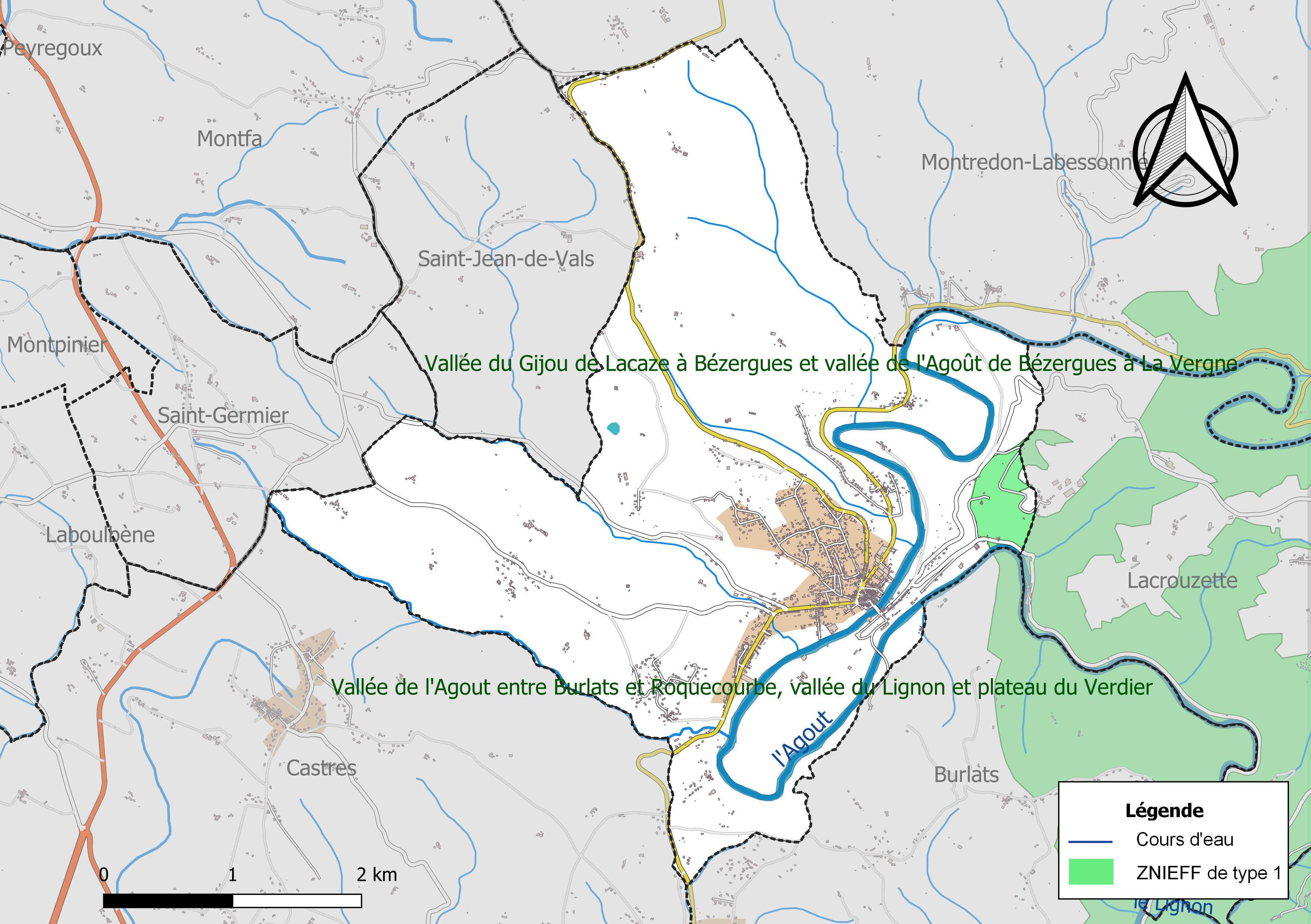
Carte de la ZNIEFF de type 1 sur la commune.
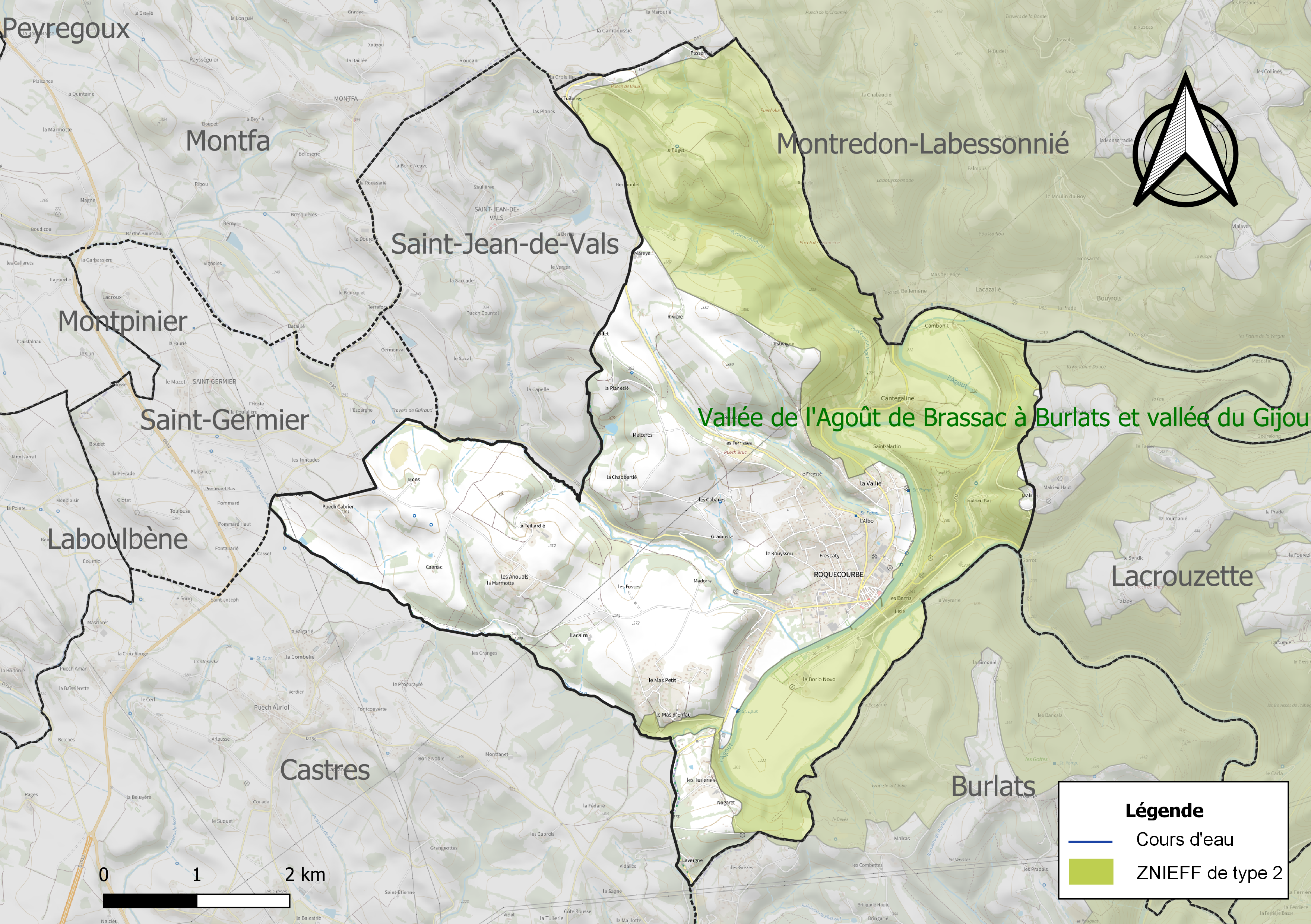
Carte de la ZNIEFF de type 2 sur la commune.

## Urbanisme

### Typologie
Au 1er janvier 2024, Roquecourbe est catégorisée bourg rural, selon la nouvelle grille communale de densité à sept niveaux définie par l'Insee en 2022.
Elle appartient à l'unité urbaine de Castres, une agglomération intra-départementale regroupant huit  communes, dont elle est une commune de la banlieue,,. Par ailleurs la commune fait partie de l'aire d'attraction de Castres, dont elle est une commune de la couronne,. Cette aire, qui regroupe 55 communes, est catégorisée dans les aires de 50 000 à moins de 200 000 habitants,.

### Occupation des sols

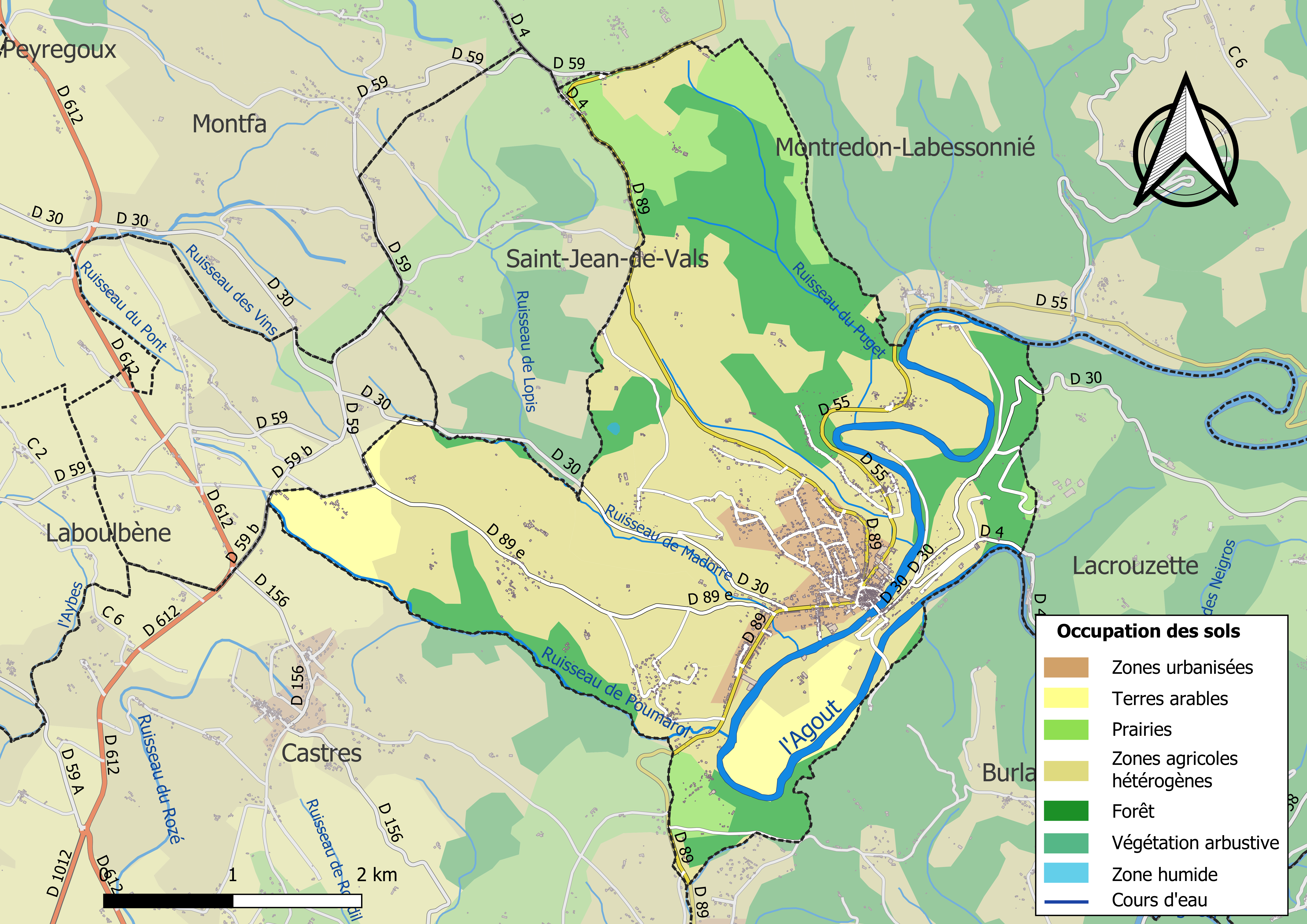
Carte des infrastructures et de l'occupation des sols de la commune en 2018 (CLC).

L'occupation des sols de la commune, telle qu'elle ressort de la base de données européenne d’occupation biophysique des sols Corine Land Cover (CLC), est marquée par l'importance des territoires agricoles (69,3 % en 2018), en diminution par rapport à 1990 (71,2 %). La répartition détaillée en 2018 est la suivante : 
zones agricoles hétérogènes (55,1 %), forêts (25 %), prairies (7,5 %), terres arables (6,7 %), zones urbanisées (5,6 %). L'évolution de l’occupation des sols de la commune et de ses infrastructures peut être observée sur les différentes représentations cartographiques du territoire : la carte de Cassini (XVIIIe siècle), la carte d'état-major (1820-1866) et les cartes ou photos aériennes de l'IGN pour la période actuelle (1950 à aujourd'hui).

### Voies de communication et transports
La desserte de la commune est assurée par des lignes régulières du réseau régional liO : les lignes 763 et 766 les relient à la gare de Castres et à Lacaune ; la ligne 764 la relie à gare de Castres et à Montredon-Labessonnié.

### Risques majeurs
Le territoire de la commune de Roquecourbe est vulnérable à différents aléas naturels : météorologiques (tempête, orage, neige, grand froid, canicule ou sécheresse), inondations, feux de forêts, mouvements de terrains et séisme (sismicité très faible). Il est également exposé à deux risques technologiques, le transport de matières dangereuses et la rupture d'un barrage. Un site publié par le BRGM permet d'évaluer simplement et rapidement les risques d'un bien localisé soit par son adresse soit par le numéro de sa parcelle.

#### Risques naturels
Certaines parties du territoire communal sont susceptibles d’être affectées par le risque d’inondation par débordement de cours d'eau, notamment l'Agout. La cartographie des zones inondables en ex-Midi-Pyrénées réalisée dans le cadre du XIe Contrat de plan État-région, visant à informer les citoyens et les décideurs sur le risque d’inondation, est accessible sur le site de la DREAL Occitanie. La commune a été reconnue en état de catastrophe naturelle au titre des dommages causés par les inondations et coulées de boue survenues en 1982, 1995, 1996, 1999, 2009, 2015, 2016, 2017 et 2020,.
Roquecourbe est exposée au risque de feu de forêt. En 2022, il n'existe pas de Plan de Prévention des Risques incendie de forêt (PPRif). Le débroussaillement aux abords des maisons constitue l’une des meilleures protections pour les particuliers contre le feu,.

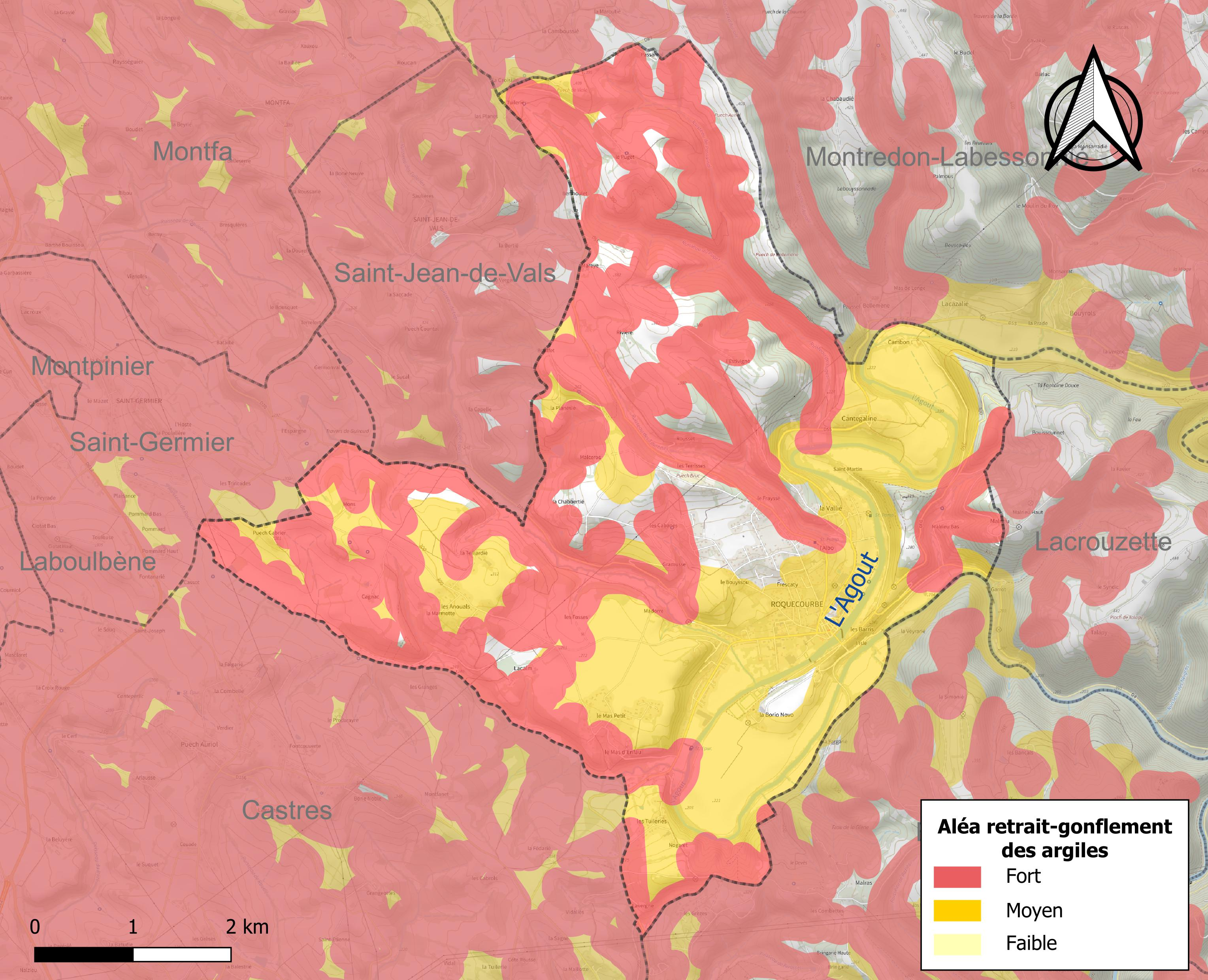
Carte des zones d'aléa retrait-gonflement des sols argileux de Roquecourbe.

La commune est vulnérable au risque de mouvements de terrains constitué principalement du retrait-gonflement des sols argileux. Cet aléa est susceptible d'engendrer des dommages importants aux bâtiments en cas d’alternance de périodes de sécheresse et de pluie. 86,4 % de la superficie communale est en aléa moyen ou fort (76,3 % au niveau départemental et 48,5 % au niveau national). Sur les 1 075 bâtiments dénombrés sur la commune en 2019, 921 sont en aléa moyen ou fort, soit 86 %, à comparer aux 90 % au niveau départemental et 54 % au niveau national. Une cartographie de l'exposition du territoire national au retrait gonflement des sols argileux est disponible sur le site du BRGM,.
Par ailleurs, afin de mieux appréhender le risque d’affaissement de terrain, l'inventaire national des cavités souterraines permet de localiser celles situées sur la commune.

#### Risques technologiques
Le risque de transport de matières dangereuses sur la commune est lié à sa traversée par des infrastructures routières ou ferroviaires importantes ou la présence d'une canalisation de transport d'hydrocarbures. Un accident se produisant sur de telles infrastructures est susceptible d’avoir des effets graves sur les biens, les personnes ou l'environnement, selon la nature du matériau transporté. Des dispositions d’urbanisme peuvent être préconisées en conséquence.
La commune est en outre située en aval d'un barrage de classe A. À ce titre elle est susceptible d’être touchée par l’onde de submersion consécutive à la rupture de cet ouvrage.

## Toponymie
Le nom de la localité est attesté sous la forme Rupecurva en 1271.
Roquecourbe, doit son nom à un rocher (rupe) dominant un méandre (curva) de l'Agout.

## Histoire

### Les fouilles Sainte-Juliane
Juliane est la forme occitane du prénom féminin Julienne, et fait référence à Julienne de Nicomédie, sainte du IVe siècle.
Les Celtes tiraient les sources de leur savoir des Pays du Nord. Cette montagne sacrée, à la fois lieu de culte et lieu funéraire, fut occupée successivement par les Celtes (Ve au IIe siècle av. J.-C.), les Visigoths (vers le Ve siècle apr. J.-C.) et les cathares ou Albigeois (XIIIe siècle).
C'est sur ce plateau perché à 315 m d'altitude, formé par la roche dont la sinuosité a donné le nom à la ville (Roquecourbe), à l'endroit appelé de nos jours Sainte-Juliane, que s'élevèrent les premières maisons de Roquecourbe. Une église paroissiale fut bâtie sur ce monticule élevé et dédié à sainte Juliane qui semble être Julienne de Nicomédie, vierge et martyre du IIIe siècle dont on célèbre la fête le 16 février. Sainte-Juliane a été détruite à l'époque de la croisade contre les Albigeois vers 1210 sous le règne des Montfort installés à Roquecourbe, dans le but d'exterminer ce nid d'hérétiques, les cathares. Cette église a été reconstruite puisqu'en 1231 elle appartenait à l'évêque d'Albi et lors des premières années de la Réforme, elle a servi de temple aux protestants, avant que ceux-ci ne possèdent un autre lieu de culte.
En 1950, un sarcophage est découvert lors du labourage du champ, les fouilles commencent en 1953 et finissent en 1976.
Le site est accessible, le chemin pour y arriver est balisé en jaune, vous pourrez admirer les cuves, gradins, sarcophages, les vestiges de l'église...

### Le village
La présence de la rivière (l'Agout) fut primordiale pour l'implantation du village.
Fin du XIIe siècle, Roger II de Trencavel, époux d'Adelaïde de Burlats possède la seigneurie de Roquecourbe. À sa mort (assassiné lors de la prise de Carcassonne par Simon de Montfort), la seigneurie est récupérée par la famille Montfort en la personne de Guy, son frère. Surnommé le bourreau des Albigeois, il aurait demandé la destruction du lieu de culte de Sainte Julianne en 1210. À sa mort, son fils Philippe Ier fera construire le château, les deux rives étant reliées les habitants s'installèrent sur la rive droite de l'Agout.

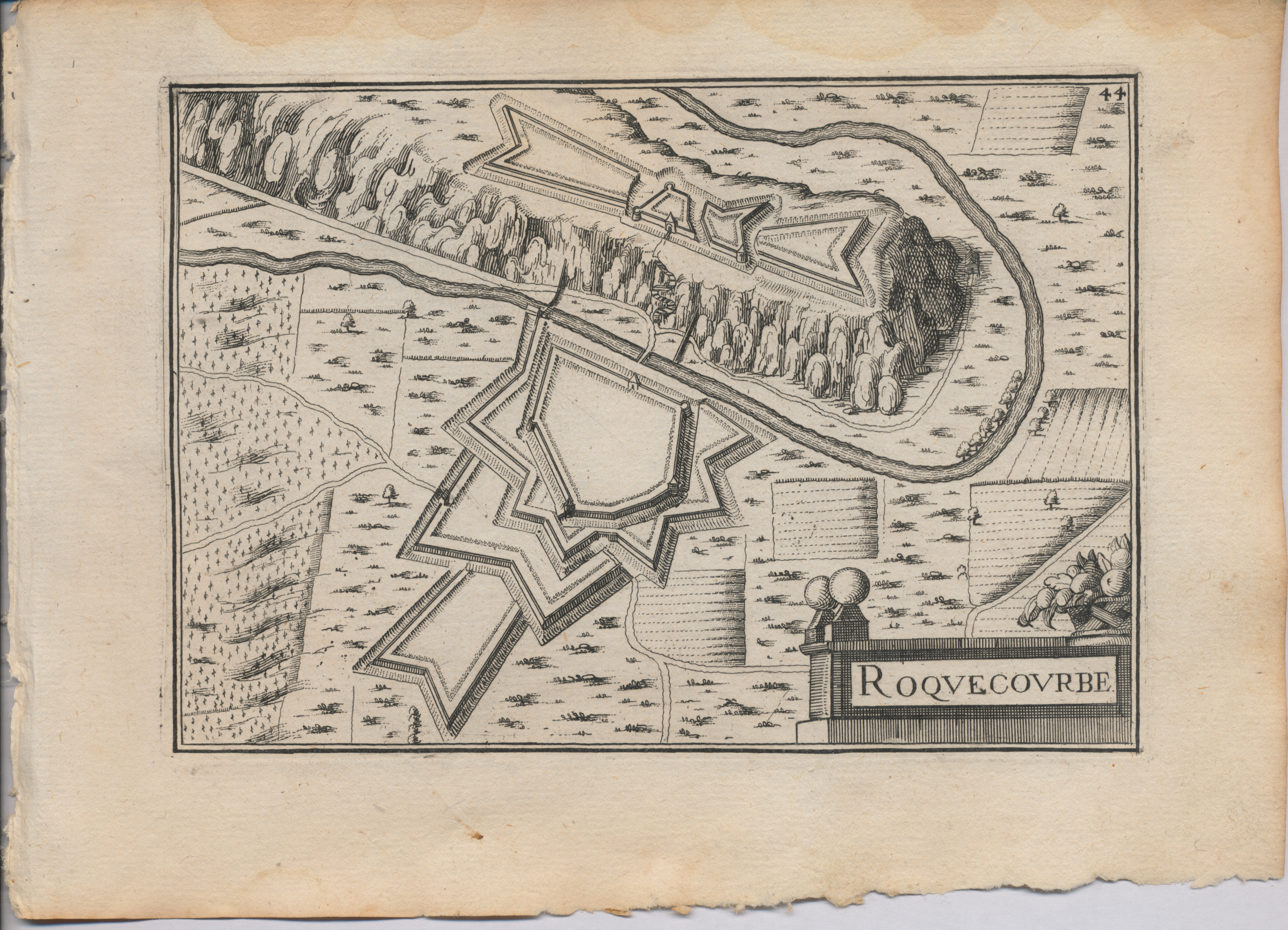
Vue de Roquecourbe, gravure par Tassin, 1634.

En 1433, Jacques II d'Armagnac, né au château de Jacques II d'Armagnac, est plus connu sous le nom du Duc de Nemours. Il sera condamné à mort et décapité sous les ordres de Louis XI pour conspiration. En 1476, Boffile le Juge, le grand chambellan du Roi, occupe le château, il y demeurera jusqu'à sa mort en 1502.
Durant les guerres de religion, le château est en partie détruit et en 1621 une partie des ruines serviront à la construction du quartier de la Rue des Barris.
Au XVe siècle, Roquecourbe était ceinturé de remparts, on y pénétrait par 3 portes précédées de pont-levis.
Ces 3 portes, étaient fermées à clef à la nuit, par les Consuls du village.
Fin du XIIe siècle, Roger II de Trencavel, époux d'Adélaide de Burlats, possède la seigneurie de Roquecourbe. Il est assassiné lors de la prise de Carcassonne par Simon de Montfort.
Le village va peu à peu prospérer notamment grâce au développement, à partir du XIXe siècle de l’industrie textile. Les années 1990 et 2000 voient le déclin inéluctable de cette industrie qui était jusqu’alors l’activité essentielle de la cité.

## Héraldique
| Blason de Roquecourbe | Blason  | D'azur au rocher recourbé d'argent mouvant de la pointe, surmonté de trois fleurs de lys d'or mal ordonnées. |
| Blason de Roquecourbe | Détails | Le statut officiel du blason reste à déterminer.                                                             |

## Politique et administration

### Élection présidentielle de 2002
Au premier tour, les résultats sont les suivants : Jacques Chirac avec 19,80 %, Jean-Marie Le Pen avec 19,33 %, Lionel Jospin avec 14,32 %, Jean Saint-Josse avec 7,82 %, Arlette Laguiller avec 7,51 %, avec Olivier Besancenot avec 5,32 %, François Bayrou avec 4,07 % et Jean-Pierre Chevènement avec 4,07 %. Les autres candidats à l'élection n'ont pas dépassé les 4 %. Le taux de participation est de 80,96 %.
Au second tour, Jacques Chirac a 78,84 % des voix et Jean-Marie Le Pen a 21,16 %. Le taux de participation est de 87,08 %.

### Élection présidentielle de 2007
Au premier tour, Nicolas Sarkozy est en tête avec 24,09 %, suivi de François Bayrou avec 23,96 % (seulement deux voix les séparent). Ségolène Royal a 23,06 %, suivi de Jean-Marie Le Pen avec 14,22 %. Au niveau des "petits" candidats, Olivier Besancenot a 4,61 %, Philippe de Villiers a 2,63 %. Les autres candidats ne dépassent pas la barre des 2 % (c'est-à-dire un peu moins de 30 votes). Le taux de participation dépasse les 90 %, exactement, il est à 90,08 %
Au second tour, Nicolas Sarkozy a 50,92 % des voix et Ségolène Royal a 49,08 %. Le taux de participation est de 88,73 %.

### Élection présidentielle de 2012
Au premier tour, François Hollande est arrivé en tête avec 27,11 %, suivi de Marine Le Pen avec 24,10 %, Nicolas Sarkozy avec 22,80 %, de Jean-Luc Mélenchon avec 10,65 % et de François Bayrou avec 10,25 %. Les autres candidats ne dépassent pas les 2 %. 3 % sont des votes blancs ou nuls. La participation au premier tour est de 88,96 %.
Au second tour, François Hollande a 52,80 % des voix et Nicolas Sarkozy a 47,20 %. Les votes blancs et nuls s'élèvent à 8,98 %. Le taux de participation est de 88,51 %.
Au fil des élections présidentielles, la tendance des électeurs de Roquecourbe correspond à la tendance nationale, au premier comme au second tour, à quelques exceptions près.

### Élection présidentielle de 2017

#### Primaire de la droite
Roquecourbe a un bureau de vote lors de la primaire de la droite, à l'automne 2016.

#### Primaire de la gauche
Les sympathisants de gauche sont allés voter à Castres. Roquecourbe ne disposait pas de bureau de vote.

### Parrainage du maire de Roquecourbe
Le maire de Roquecourbe (divers droite), en 2012 comme en 2017, a parrainé à l'élection présidentielle, le candidat Nicolas Dupont-Aignan.

## Démographie
| 1793  | 1800  | 1806  | 1821  | 1831  | 1836  | 1841  | 1846  | 1851  |
| ----- | ----- | ----- | ----- | ----- | ----- | ----- | ----- | ----- |
| 1 433 | 1 419 | 1 448 | 1 519 | 1 717 | 1 884 | 2 053 | 1 860 | 1 997 |

| 1856  | 1861  | 1866  | 1872  | 1876  | 1881  | 1886  | 1891  | 1896  |
| ----- | ----- | ----- | ----- | ----- | ----- | ----- | ----- | ----- |
| 1 878 | 1 793 | 1 846 | 1 861 | 1 845 | 2 007 | 1 841 | 1 751 | 1 633 |

| 1901  | 1906  | 1911  | 1921  | 1926  | 1931  | 1936  | 1946  | 1954  |
| ----- | ----- | ----- | ----- | ----- | ----- | ----- | ----- | ----- |
| 1 562 | 1 624 | 1 680 | 1 485 | 1 516 | 1 460 | 1 505 | 1 320 | 1 560 |

| 1962  | 1968  | 1975  | 1982  | 1990  | 1999  | 2006  | 2011  | 2016  |
| ----- | ----- | ----- | ----- | ----- | ----- | ----- | ----- | ----- |
| 1 788 | 2 012 | 2 271 | 2 213 | 2 266 | 2 209 | 2 233 | 2 305 | 2 200 |

| 2021  | 2022  | - | - | - | - | - | - | - |
| ----- | ----- | - | - | - | - | - | - | - |
| 2 183 | 2 181 | - | - | - | - | - | - | - |

## Économie

### Revenus
En 2018, la commune compte 1 006 ménages fiscaux, regroupant 2 212 personnes. La médiane du revenu disponible par unité de consommation est de 19 740 € (20 400 € dans le département). 34 % des ménages fiscaux sont imposés (42,8 % dans le département).

### Emploi
|                | 2008   | 2013   | 2018  |
| -------------- | ------ | ------ | ----- |
| Commune        | 11,5 % | 10,2 % | 9,4 % |
| Département    | 8,2 %  | 9,9 %  | 10 %  |
| France entière | 8,3 %  | 10 %   | 10 %  |

En 2018, la population âgée de 15 à 64 ans s'élève à 1 295 personnes, parmi lesquelles on compte 74,5 % d'actifs (65 % ayant un emploi et 9,4 % de chômeurs) et 25,5 % d'inactifs,. En  2018, le taux de chômage communal (au sens du recensement) des 15-64 ans est inférieur à celui de la France et du département, alors qu'en 2008 la situation était inverse.
La commune fait partie de la couronne de l'aire d'attraction de Castres, du fait qu'au moins 15 % des actifs travaillent dans le pôle,. Elle compte 339 emplois en 2018, contre 426 en 2013 et 439 en 2008. Le nombre d'actifs ayant un emploi résidant dans la commune est de 845, soit un indicateur de concentration d'emploi de 40,1 % et un taux d'activité parmi les 15 ans ou plus de 51,8 %.
Sur ces 845 actifs de 15 ans ou plus ayant un emploi, 183 travaillent dans la commune, soit 22 % des habitants. Pour se rendre au travail, 90,8 % des habitants utilisent un véhicule personnel ou de fonction à quatre roues, 0,8 % les transports en commun, 5,9 % s'y rendent en deux-roues, à vélo ou à pied et 2,6 % n'ont pas besoin de transport (travail au domicile).

### Activités hors agriculture

#### Secteurs d'activités
118 établissements sont implantés  à Roquecourbe au 31 décembre 2019. Le tableau ci-dessous en détaille le nombre par secteur d'activité et compare les ratios avec ceux du département,.
| Secteur d'activité                                                                                        | Commune | Commune | Département |
| Secteur d'activité                                                                                        | Nombre  | %       | %           |
| --- | ------- | ------- | ----------- |
| Ensemble                                                                                                  | 118     |         |             |
| Industrie manufacturière, industries extractives et autres                                                | 22      | 18,6 %  | (13 %)      |
| Construction                                                                                              | 18      | 15,3 %  | (12,5 %)    |
| Commerce de gros et de détail, transports, hébergement et restauration                                    | 33      | 28 %    | (26,7 %)    |
| Activités financières et d'assurance                                                                      | 4       | 3,4 %   | (3,3 %)     |
| Activités immobilières                                                                                    | 1       | 0,8 %   | (4,2 %)     |
| Activités spécialisées, scientifiques et techniques et activités de services administratifs et de soutien | 9       | 7,6 %   | (13,8 %)    |
| Administration publique, enseignement, santé humaine et action sociale                                    | 17      | 14,4 %  | (15,5 %)    |
| Autres activités de services                                                                              | 14      | 11,9 %  | (9 %)       |

Le secteur du commerce de gros et de détail, des transports, de l'hébergement et de la restauration est prépondérant sur la commune puisqu'il représente 28 % du nombre total d'établissements de la commune (33 sur les 118 entreprises implantées  à Roquecourbe), contre 26,7 % au niveau départemental.

#### Entreprises et commerces
Les deux entreprises ayant leur siège social sur le territoire communal qui génèrent le plus de chiffre d'affaires en 2020 sont : 
- Pianos Bonnet, réparation d'autres biens personnels et domestiques (18 k€)
- Compagnie Molinier Laur, fabrication d'autres articles à mailles (15 k€)

Les acteurs économiques du village :
- Un bar
- Un restaurant
- Deux boulangers
- Un kiosque à pizza
- Trois salons de coiffure
- Une épicerie
- Une boucherie
- Un taxi
- Une couturière
- Un salon d'esthéticienne
- Un bureau de tabac
- Un garage
- Un carrossier
- Une station essence
- Deux banques
- Une fleuriste
- Des maçons, des plaquistes, des électriciens, des plombiers...

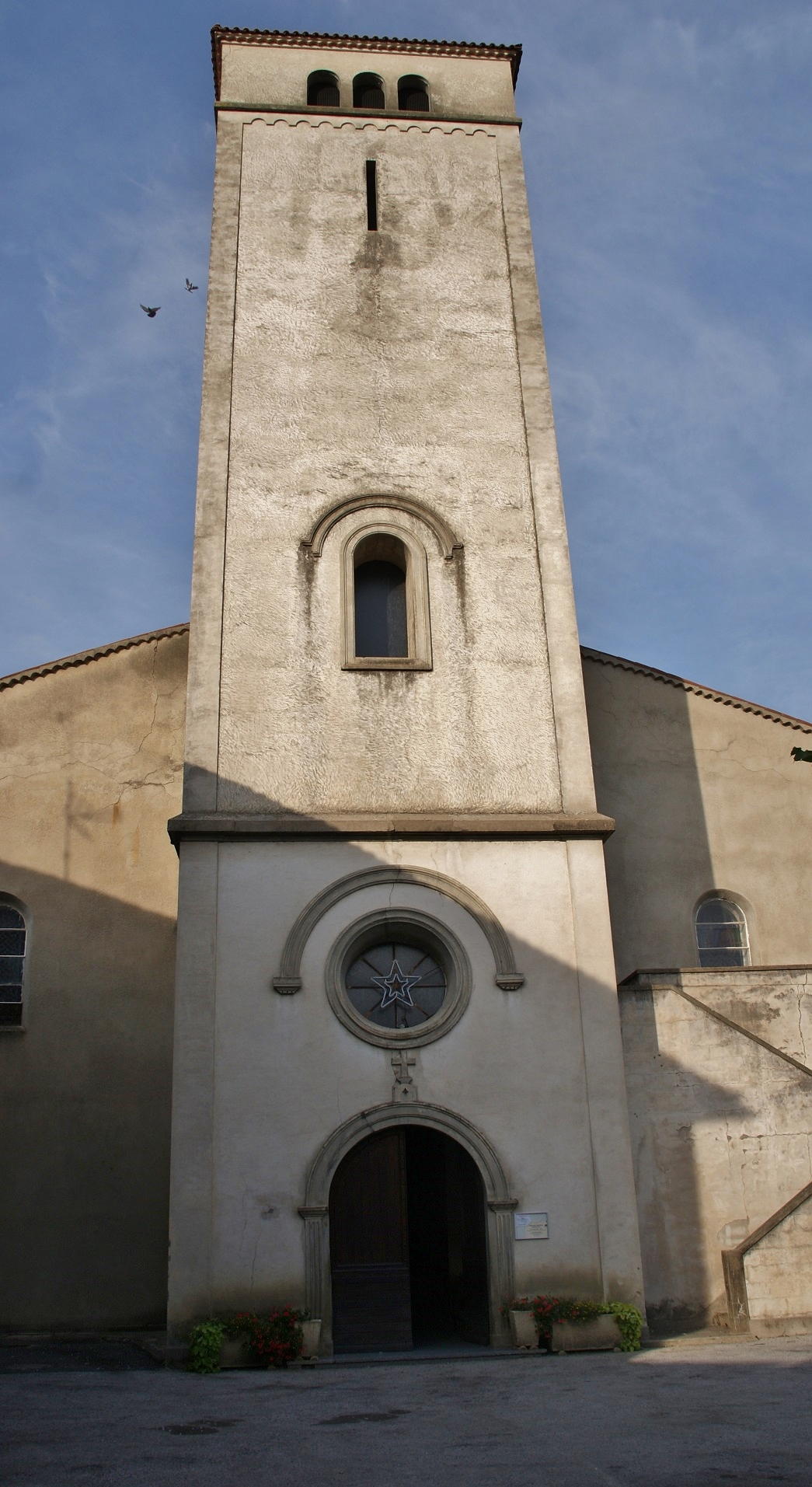
Église Saint-François de Roquecourbe

### Agriculture
La commune est dans la « plaine de l'Albigeois et du Castrais », une petite région agricole occupant le centre du département du Tarn. En 2020, l'orientation technico-économique de l'agriculture  sur la commune est la polyculture et/ou le polyélevage.
|               | 1988 | 2000 | 2010 | 2020 |
| ------------- | ---- | ---- | ---- | ---- |
| Exploitations | 53   | 20   | 13   | 16   |
| SAU (ha)      | 844  | 842  | 753  | 777  |

Le nombre d'exploitations agricoles en activité et ayant leur siège dans la commune est passé de 53 lors du recensement agricole de 1988  à 20 en 2000 puis à 13 en 2010 et enfin à 16 en 2020, soit une baisse de 70 % en 32 ans. Le même mouvement est observé à l'échelle du département qui a perdu pendant cette période 58 % de ses exploitations,. La surface agricole utilisée sur la commune a également diminué, passant de 844 ha en 1988 à 777 ha en 2020. Parallèlement la surface agricole utilisée moyenne par exploitation a augmenté, passant de 16 à 49 ha.

## Culture locale et patrimoine

### Lieux et monuments
- Église Saint-François de Roquecourbe.
- Temple protestant de Roquecourbe.

### Centre-ville
Il est composé de la place de la mairie et de couverts, de ruelles aux maisons à pans de bous et encorbellement. Une intéressante scène de chasse est représentée sur une poutre en bois de l'une des maisons de la place. Elle représente un cerf poursuivi par des chiens, qui serait venu se réfugier dans les fossés qui entouraient le village. La fontaine d'eau ferrugineuse est située sur les allées de Siloë, avant la montée au rocher de la « Coqueluche » qui permet une vue globale. La pêche est pratiquée sur le parcours de Couade et de nuit au cœur du village.

### Sainte-Juliane
Ce site est à l'origine du village de Roquecourbe. Il comprend gradins et cuves, sarcophages et ruines d'église témoignent du passage successif des Celtes, des Cathares et des différentes religions chrétiennes. Prendre au départ de Roquecourbe la direction de Lacrouzette, puis aux dernières maisons, suivre à pied, pendant 800 mètres, le chemin sur la gauche (accès balisé).

### Proche de Roquecourbe
à 7 km, Burlats et la pavillon d’Adélaïde ;
à 7,5 km, Lacrouzette et le début du massif granitique du Sidobre ;
à 9,5 km, Castres, sous-préfecture du Tarn avec son Évêché et sa cathédrale Saint Benoît ;
à 38 km, Albi, préfecture du Tarn, avec la cathédrale Sainte-Cécile classée à l'UNESCO.

## Vie pratique

### Logement
- Chambres d'hôtes dans le village
- Camping Municipal

### Santé
- Médecins
- Infirmières
- Kinés
- Pharmacie
- Orthophoniste
- Maison de santé

### Service public
- La mairie.
- Le Trésor public.
- La gendarmerie.

### Enseignement
- Une crèche « ma bulle »
- Une maternelle publique
- Une école publique (Alice Marc-Manöel)
- Une école privée (Saint-François)

### Culture
- La vie associative
- bibliothèque municipale

### Activités sportives
- Les clubs sportifs (football, basketball, tennis, volleyball, judo, boxe...).

### Personnalités liées à la commune
- Marc David Lasource, (1763-1793), roquecourbain d'adoption dès 1787 par ses fonctions de pasteur, député du Tarn, il siège à l'Assemblée Nationale, secrétaire des girondins (abolition de la royauté et instauration de la République). Il est condamné à mort.
- Jean-Louis Alibert, (1805-1887), poète occitan, il s'installe à Roquecourbe où il fut précepteur, instituteur, secrétaire de la mairie, adjoint au maire. Il saura traduire son attachement pour son village, par des poésies hautes en couleur et parfois satiriques[46].
- Émile Combes, (1835-1921), homme politique français, Président du Conseil, est né à Roquecourbe.
- Raoul Salan, (1899-1984), général français, est né à Roquecourbe.